# Frontera entre Indonèsia i Singapur
La frontera entre Indonèsia i Singapur és una frontera marítima que passa per l'estret de Singapur, que és un dels passos marítims més concorreguts de la regió. Fa aproximadament 67 km de les quals només 57.57 km estan oficialment determinats pels tractats de 1973 i 2009. La part oriental continua sent definida.

## Abans de 1965
La frontera entre Indonèsia i Singapur va aparèixer quan es va crear una línia divisòria de ficció dividint l'Insulíndia amb el tractat angloholandès de 1824 en benefici de potències colonials de l'Imperi Britànic i el Regne dels Països Baixos. La frontera actual s'inspira en aquesta línia que va determinar que els territoris al nord de la línia esta¡aven sota influència britànica mentre que els territoris del sud estaven sota influència holandesa. Singapur ja era un establiment britànic en aquella època i va romandre així.
La línia es va convertir en la frontera entre Malàisia britànica i les Índies Orientals Neerlandeses, després entre la colònia de Singapur i la Indonèsia independitzada (1945).
Del 16 de setembre de 1963 al 4 d'agost de 1965, la demarcació era part de la frontera marítima entre Indonèsia i Malàisia quan Singapur era un Estat constitutiu de la Federació de Malàisia.

## Tractat de 1973
L'Acord de 25 de maig de 1973 signat per Indonèsia i Singapur estableix una demarcació comuna d'aigües territorials d'una sèrie de línies directament a través de sis punts geogràfics a l'estret de Singapur. L'acord va ser ratificat per Indonèsia el 3 de desembre de 1973 i per Singapur el 29 d'agost de 1974.
La frontera definida llavors mesurava 45,47 km (25,55 milles nàutiques) i delimita Singapur de la província d'Indonèsia de les Illes Riau amb tres punts equidistants a les costes de cada país, dos més a prop de les costes d'Indonèsia i un més proper de Singapur.

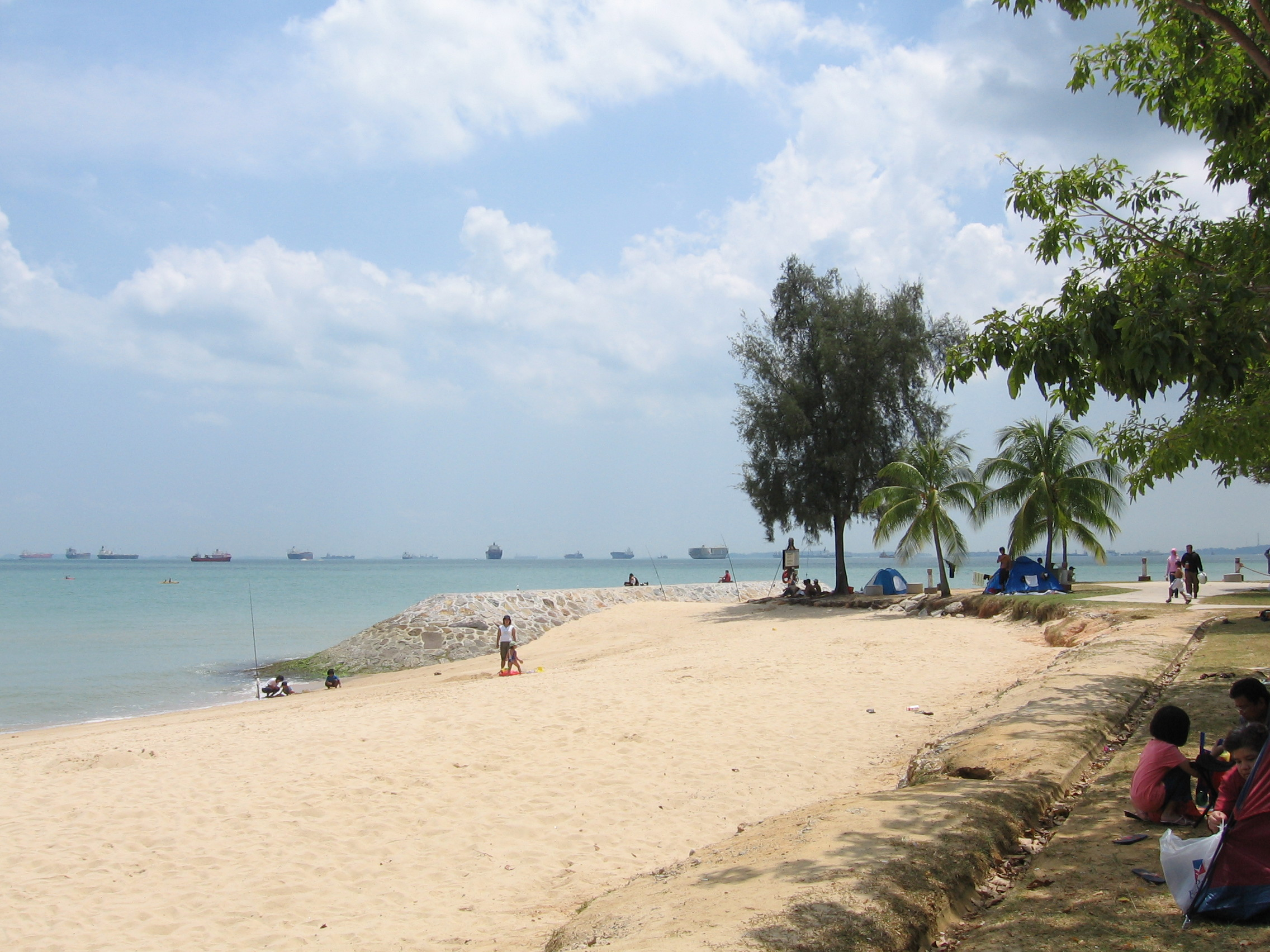
L'estret de Singapur vist des de la costa sud-est de Singapur (2006)

| Coordenades dels punts geogràfics que defineixen les aigües territorials segons l'acord de 1973 | Coordenades dels punts geogràfics que defineixen les aigües territorials segons l'acord de 1973 | Coordenades dels punts geogràfics que defineixen les aigües territorials segons l'acord de 1973 |
| Punt                                                                                            | Latitud (N)                                                                                     | Longtitud (E)                                                                                   |
| ----------------------------------------------------------------------------------------------- | ----------------------------------------------------------------------------------------------- | ----------------------------------------------------------------------------------------------- |
| 1                                                                                               | 1° 10' 46"                                                                                      | 103° 40' 14.6"                                                                                  |
| 2                                                                                               | 1° 7' 49.3"                                                                                     | 103° 44' 26.5"                                                                                  |
| 3                                                                                               | 1° 10' 17.2"                                                                                    | 103° 48' 18.0"                                                                                  |
| 4                                                                                               | 1° 11' 45.5"                                                                                    | 103° 51' 35.4"                                                                                  |
| 5                                                                                               | 1° 12' 26.1"                                                                                    | 103° 52' 50.7"                                                                                  |
| 6                                                                                               | 1° 16' 10.2"                                                                                    | 104° 2' 00.0"                                                                                   |

## Tractat de 2009
El 10 de maig de 2009, els ministres d'Exteriors d'Indonèsia (Hassan Wirajuda) i Singapur (George Yeo) signaren un nou tractat a Jakarta que estén la demarcació 12,1 quilòmetres a l'oest a partir del punt geogràfic 1 de l'acord de 1973 fins al nou punt geogràfic 1C. El tractat va ser ratificat el 10 d'agost de 2010.
El punt geogràfic 1C es considera a prop del trifini occidental entre Indonèsia, Malàisia i Singapur, però encara ha de ser negociat entre els tres països.
L'extensió de 2009 utilitza la referència de Pulau Nipah a Indonèsia i Sultan Shoal, avui envoltat de terra artificial, a Singapur. Això és important en la mesura que Singapur no utilitza la nova línia costanera de terra artificial per ampliar la seva demanda en aigües territorials.
Els tres nous punts geogràfics 2009 es determinen a partir de sistema geodèsic de 1984.
| Coordenades dels punts geogràfics que defineixen les aigües territorials segons l'acord de 2009 | Coordenades dels punts geogràfics que defineixen les aigües territorials segons l'acord de 2009 | Coordenades dels punts geogràfics que defineixen les aigües territorials segons l'acord de 2009 |
| Punt                                                                                            | Latitud (N)                                                                                     | Longtitud (E)                                                                                   |
| ----------------------------------------------------------------------------------------------- | ----------------------------------------------------------------------------------------------- | ----------------------------------------------------------------------------------------------- |
| 1C                                                                                              | 1° 11' 43.8"                                                                                    | 103° 34' 00.0"                                                                                  |
| 1B                                                                                              | 1° 11' 55.5"                                                                                    | 103° 34' 20.4"                                                                                  |
| 1A                                                                                              | 1° 11' 17.4"                                                                                    | 103° 39' 38.5"                                                                                  |

## Fronteres no definides
Amb la signatura del Tractat de 2009, la delimitació de la part occidental de la frontera entre Indonèsia i Singapur es considera completa, a excepció de la bretxa entre el punt geogràfic més a l'oest i el trifini eventual entre les fronteres d'Indonèsia, Malàisia i Singapur. Aquesta bretxa final requereix negociacions entre els tres països que no estan planificades immediatament, ja que estan subjectes al tractament de la frontera entre Malàisia i Indonèsia a l'estret de Malaca i el frontera entre Malàisia i Singapur a la part occidental de l'estret de Singapur.
La part indefinida restant no definida s'anomena "segment oriental" perquè es troba a l'est dels límits acordats per l'acord de 1973. Singapur ha indicat que aquest segment consistirà en dues parts. La primera al llarg de les costes de Changi i l'illa de Batam, anirà el punt geogràfic 6 del Tractat de 1973 al trifini Indonèsia, Malàisia i Singapur Oriental. La segona serà més a l'est entre l'illa de Pedra Branca (concedida a Singapur per la Cort Internacional de Justícia el 2008 com a conseqüència d'una disputa amb Malàisia) i l'illa de Bintan. Una part de la frontera entre Indonèsia i Malàisia se situarà entre les dues parts. Cal negociacions entre els tres països per determinar els trifinis resultants.
La solució de la controvèrsia entre Malàisia i Singapur vis-a-vis dels territoris de Pedra Branca, Middle Rocks i South Ledge (disputa de Pedra Branca) ha permès l'inici de discussions tècniques entre ells per a la delimitació de la seva frontera marítima comuna.